# The Taming of the Shrew
The Taming of the Shrew er en amerikansk stumfilm fra 1908 af D. W. Griffith.

## Medvirkende
- Florence Lawrence som Katharina
- Arthur V. Johnson som Petruchio
- Linda Arvidson som Bianca
- Harry Solter
- Charles Avery